# Pont Vittorio Emanuele I
Le pont Vittorio Emanuele I (en italien : Ponte Vittorio Emanuele I) est un pont de Turin, qui relie les deux rives du Pô et débouche sur la vaste place Vittorio Veneto face à l'église Gran Madre di Dio de Turin. 

## Historique
Un vieux pont vétuste datant du XVe siècle subsistait avec quelques arches en pierres encore debout et d'autres en bois, remplaçant celles qui avaient été emportées par les crues et le temps. Napoléon Ier ordonna la construction d'un nouveau pont. La première pierre fut posée en novembre 1810 en présence de Camille Borghèse, prince d'Empire et gouverneur du Piémont accompagné de son épouse Pauline Bonaparte. Le pont fut mis en service en 1813. L'architecte et maître d'œuvre était Claude-Yves-Joseph La Ramée Pertinchampt, baron d'Empire. L'ingénieur des ponts et chaussées Charles-François Mallet réalisa la structure du pont.
Après le départ des troupes françaises napoléoniennes du département du Pô et le retour de Turin à la maison de Savoie, la population voulut détruire ce pont, symbole de l'occupation française, mais le duc de Savoie et prince du Piémont, Victor-Emmanuel Ier, s'opposa à cette destruction et finalement le pont fut sauvegardé et prit le nom de son protecteur.

## Description
Le pont, d'une longueur totale de 150 mètres pour une largeur de 12,90 mètres. Le pont repose sur cinq arcs. Il n'a guère changé depuis son ouverture à l'exception des travaux pour permettre le passage des trams réalisées en 1876 qui a conduit au remplacement des vieux parapets en pierre d'origine.